# Agrypon zebrinum
Agrypon zebrinum là một loài tò vò trong họ Ichneumonidae.